# Euphyia beata
Euphyia beata là một loài bướm đêm trong họ Geometridae.